# Хиршберг (Зале)
Хиршберг (њем. Hirschberg) град је у њемачкој савезној држави Тирингија. Једно је од 76 општинских средишта округа Зале-Орла. Према процјени из 2010. у граду је живјело 2.488 становника. Посједује регионалну шифру (AGS) 16075046.

## Географски и демографски подаци
Хиршберг се налази у савезној држави Тирингија у округу Зале-Орла. Град се налази на надморској висини од 454 метра. Површина општине износи 24,1 km². У самом граду је, према процјени из 2010. године, живјело 2.488 становника. Просјечна густина становништва износи 103 становника/km².

## Међународна сарадња
| Мјесто     | Држава   | Врста сарадње | Од    |
| ---------- | -------- | ------------- | ----- |
| Пилишмарот | Мађарска | партнерство   | 1995. |
| Извор      |          |               |       |